# Sołtysie Góry

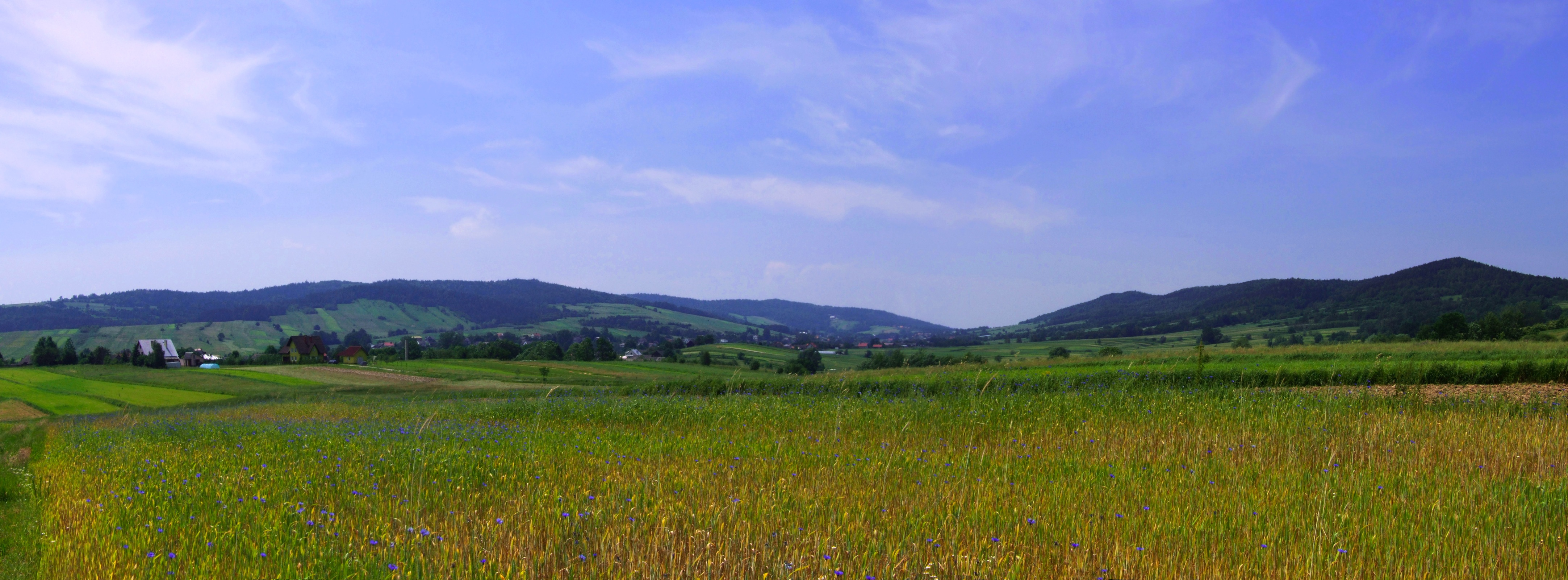
Widok z Iwkowej. Na wprost Sołtysie Góry, po prawej stronie Pasmo Szpilówki

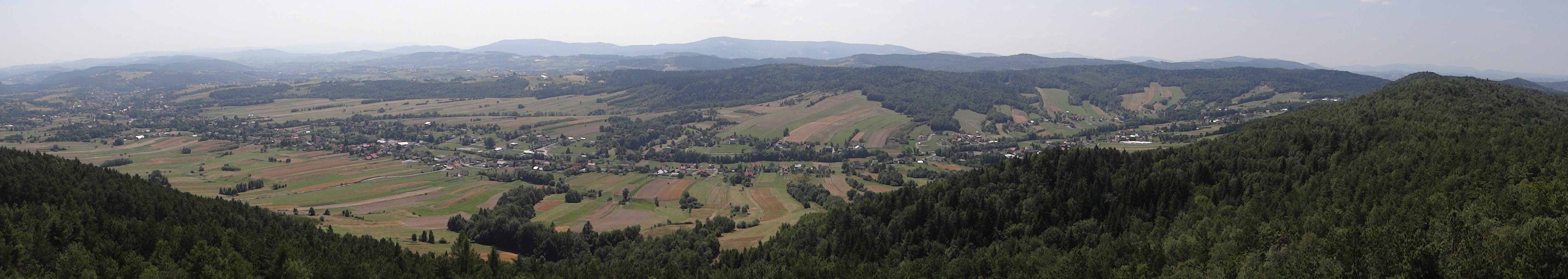
Widok na Sołtysie Góry z wieży widokowej na Szpilówce

Sołtysie Góry (492 m) – wybitny porośnięty lasem kilkuwierzchołkowy grzbiet na Pogórzu Wiśnickim, górujący nad miejscowościami Wojakowa, Iwkowa i Rajbrot. Grzbiet Sołtysich Gór oddziela dolinę Białki od doliny Beli. Od północnego zachodu graniczy z najwyższym wzniesieniem Pogórza Wiśnickiego – Rogozową (536 m). Wzgórze posiada walory widokowe. Jest najdalej na południe wysuniętym wzniesieniem Pogórza Wiśnickiego w tej jego części.
Szlaki turystyczne
 – szlak rowerowy, odcinek z Wojakowej przez Sołtysie Góry, stok Rogozowej i dolinę Beli do Iwkowej